# ZRam
zRam (dříve známá jako compcache) je pomocná metoda v rámci správy paměti implementovaná v jádře Linuxu. Její podstatou je rezervování části operační paměti pro zvláštní blokové zařízení s transparentní komprimací, do kterého jsou přednostně odkládány nepoužívané stránky, místo aby byly odkládány do odkládacího prostoru na pevném disku nebo jiné vnější paměti.
Režie při komprimaci v rámci RAM je nižší, než zdržení při přístupu do vnější paměti, na druhou stranu je paměť oddělená pro zRam již nepoužitelná pro obvyklé účely. Největšího užití proto nachází zRam v takových zařízeních, která používají jako vnější paměť flash, tedy například v netboocích nebo ve vestavěných systémech. Flashové paměti mají totiž životnost omezenou počtem zápisů, takže nejsou příliš vhodné pro zřízení odkládacího prostoru, protože by tím byla jejich životnost podstatně zkrácena. To si uživatel obvykle nepřeje (zvláště pokud je flashová paměť z laického hlediska zabudována nevyměnitelně) a řešením je pak právě komprimovaný odkládací prostor přímo v operační paměti – zRam.